# Czermna (Kudowa-Zdrój)

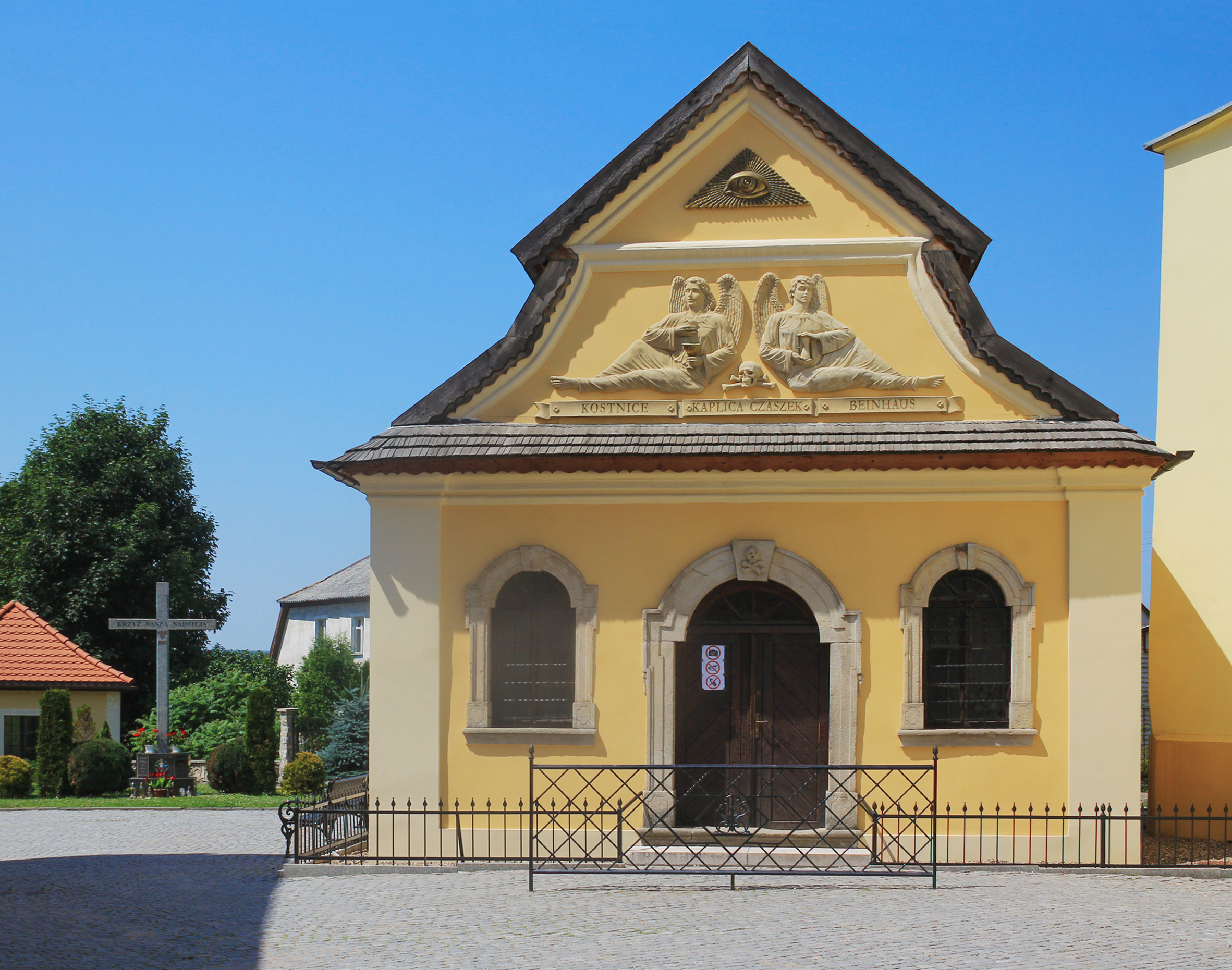
Kaplica Czaszek w Czermnej

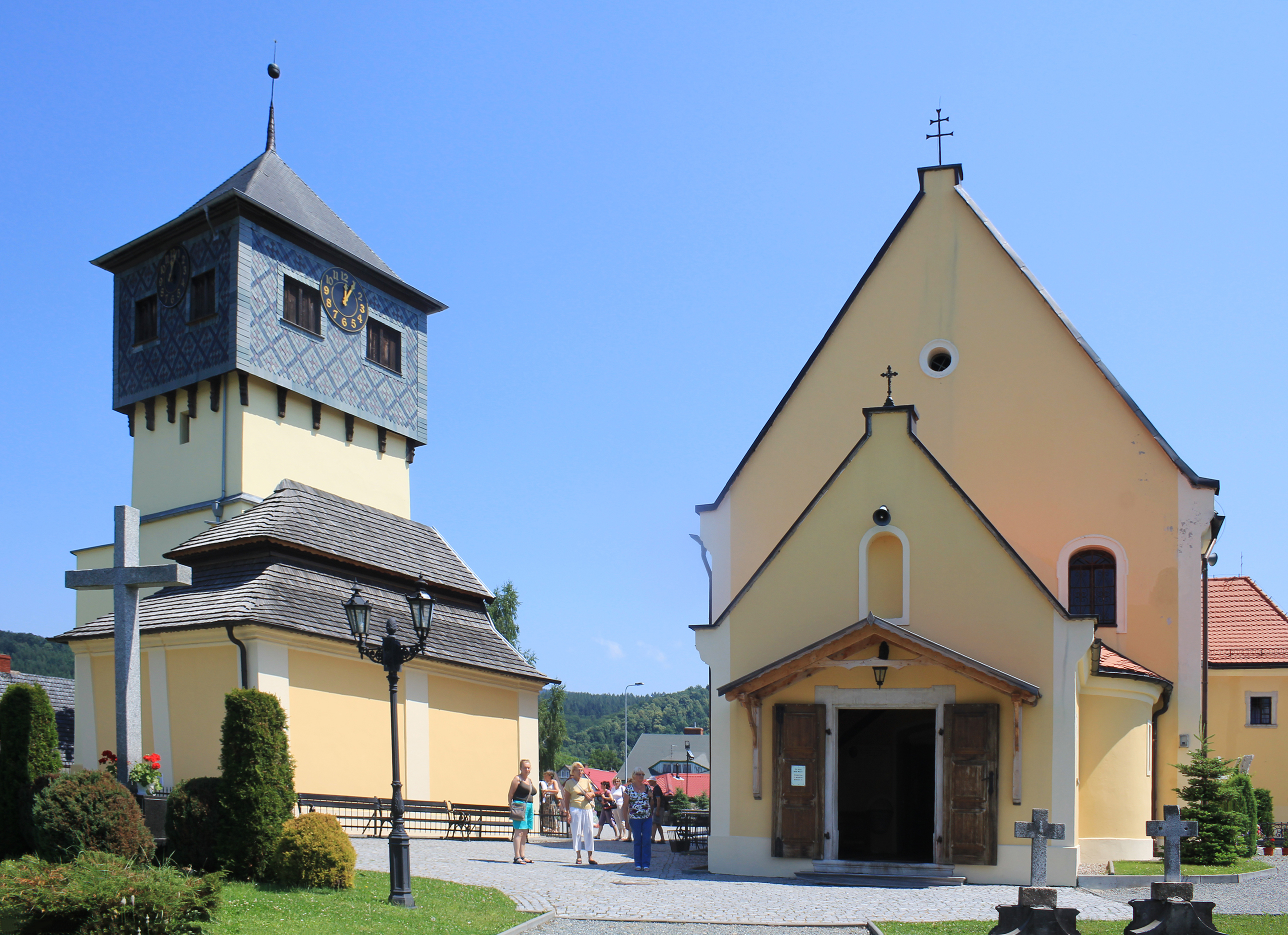
Zespół kościoła św. Bartłomieja w Czermnej

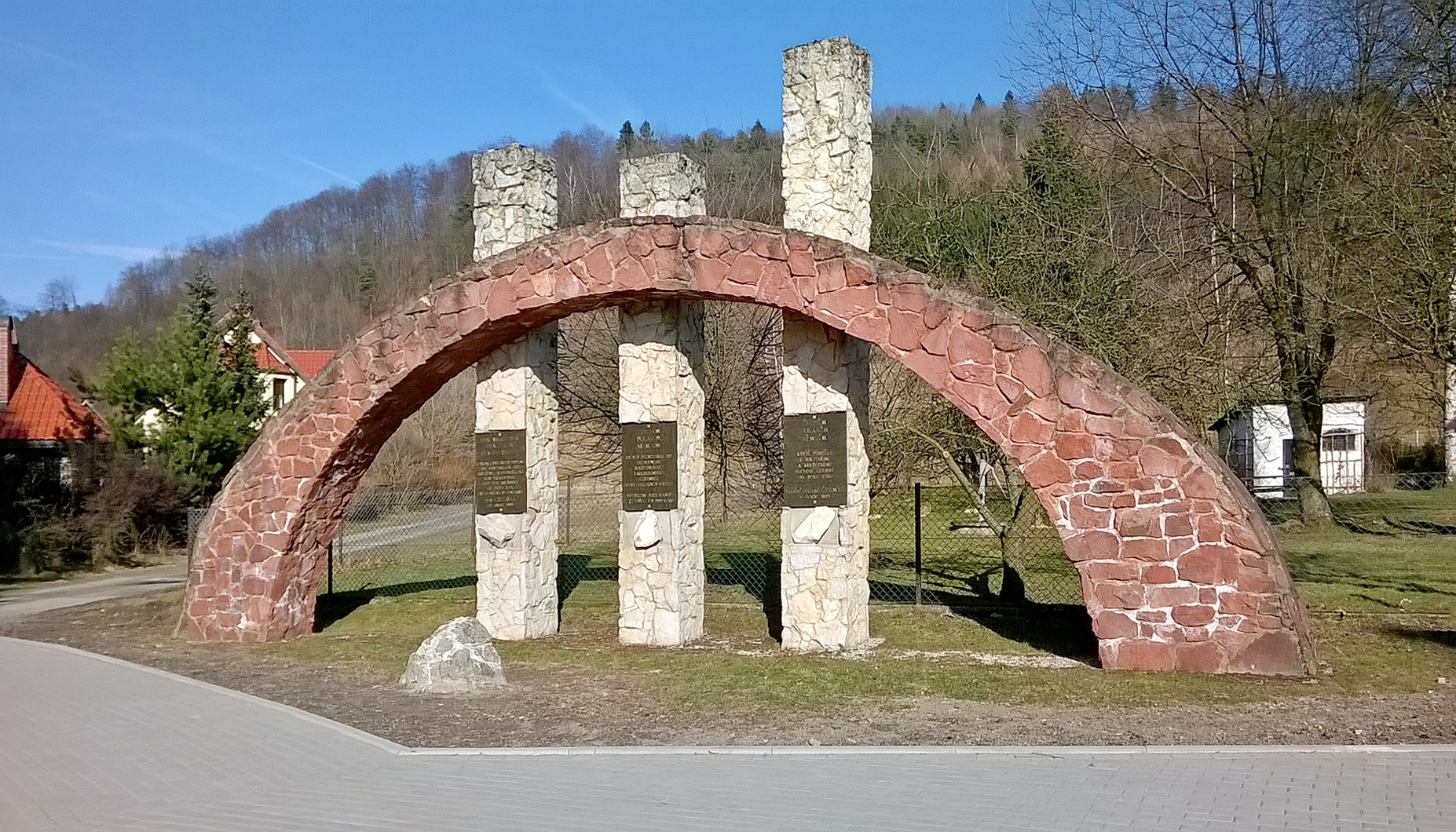
Pomnik Trzech Kultur w Czermnej

Czermna (niem.Tscherbeney, 1937–1945: Grenzeck; cz. Velká Čermná) – dzielnica Kudowy-Zdroju położona w północnej części miasta.

## Geografia
Dzielnica położona jest w odległości ok. 1 km od centrum Kudowy w dolinie górskiego potoku Czermnicy biorącego swe początki z torfowiska „Długie Mokradło” na stoliwie Skalniak w okolicy Błędnych Skał, a będącej dopływem rzeki Metui. Typowo wiejska zabudowa ciągnie się przez ok. 2,5 km wzdłuż rzeki równolegle do granicy z Czechami. Drogi przez miejscowość i szlak turystyczny wiodą do dzielnic Pstrążna, Bukowina Kłodzka i rezerwatu przyrody Błędne Skały. W miarę oddalania się od Kudowy wysokość terenu stopniowo wzrasta.
Wyżej położoną część Czermnej oddzielają blisko położone dwa małe grzbiety górskie: Świni Grzbiet (od strony wschodniej) i Bluszczowa (od zachodniej). W dolnej części Czermnej znajduje się parafia św. Bartłomieja; do chwili przystąpienia Polski do układu z Schengen istniało tu przejście graniczne do czeskiej wsi Malá Čermná.

## Nazwa
W dokumentach występowała pod różnymi nazwami: 1354 r.: Czermna, 1359 r.: Czirmna, 1402 r.: Czremna, 1477 r.: Czermna etc. W końcu otrzymała końcówkę -ey i w zgermanizowanej postaci Tscherbeney (od klęski Czech w bitwie na Białej Górze) dotrwała do 1937 r., w którym w akcji usuwania słowiańskich nazw w tzw. czeskim kątku (i na całym Dolnym Śląsku) zmieniono jej nazwę na Grenzeck. Po przyłączeniu ziem śląskich do Polski w 1945 r. na krótko nazwano ją Czerwone, a następnie przywrócono czeską nazwę Czermna. Nazwa ta prawdopodobnie wzięta jest od przymiotnika červený (czerwony) – tego typu nazwy nadawano miejscowościom od charakterystycznego koloru gleby.

## Historia
Wieś Czermna wspomniana jest w dokumencie kościelnym diecezji praskiej z 1354 r. (Liber Primus Confirmationum), w którym opisywany jest fakt wprowadzenia proboszcza do parafii w Machovie przez proboszcza parafii Czermna. Fakt ten świadczyć może o znaczeniu regionalnym Czermnej, a także o prawdopodobnym czasie utworzenia parafii w drugiej połowie XIII wieku.
Na obrzeżach Czermnej zaczęła wyrastać (prawdopodobnie uboga) miejscowość Chudoba (dziś Kudowa-Zdrój), która z czasem rozrosła się, zdominowała i wchłonęła Czermną.
Administracyjnie Czermna przez długi czas podlegała Nachodowi. W 1477 r. książę ziębicki Henryk I Starszy z Podiebradów, syn czeskiego króla Jerzego z Podiebradów przyłączył ją do ziemi kłodzkiej.
Podczas wojen husyckich parafia zostaje zrujnowana. W XVI w. Czermna podlega administracyjnie pod Nowe Miasto nad Metują, a kościół i miejscowa ludność musi przyjąć wiarę protestanckich władców z rodu von Stubenberg. Po bitwie na Białej Górze w 1620 r. ziemia kłodzka doświadcza skutków rekatolicyzacji, a Czermna staje się filią parafii kościoła katolickiego w Nowym Mieście nad Metują.
Najstarsza zachowana w Czermnej księga urodzeń i zgonów pochodzi z 1664 r.
Kolejnymi władcami Czermnej byli: naczelny dowódca wojsk cesarskich z okresu wojny trzydziestoletniej Albrecht von Wallenstein, po nim jego szwagier hrabia A. E. Terzky (Trczka) z Nachodu, a po jego śmierci hrabiowie von Leslie, którzy w 1785 r. sprzedali Czermną Michaelowi Stillfriedowi z Nowej Rudy.
Niedługo przedtem (w 1763 r.) Czermna wraz z ziemią kłodzką przyznana została Prusom w wyniku pokoju w Hubertusburgu kończącego wojnę siedmioletnią.
Biskup Hradec Králové Johann Joseph Wratislaw von Mitrowitz w 1738 r. ponownie utworzył niezależną parafię Czermna, do której należały także Kudowa, Pstrążna z Bukowiną, Jakubowice oraz czeskie wsie Žďárky i Malá Čermná. Z powodu włączenia Czermnej do Prus parafia przyłączona została do dekanatu kłodzkiego. W 1780 r. do parafii dołączono także wsie Słone i Brzozowie, natomiast wsie Žďárky i Malá Čermná podporządkowano parafii w Hronovie.
Podczas wojen napoleońskich król pruski Fryderyk Wilhelm III Hohenzollern rezydował na plebanii w Czermnej w dniach 9–29 czerwca 1813 r.
W XIX w. właściciele Czermnej zmieniali się bardzo często. Ostatecznie baron von Otterstedt podzielił majątek na dwie części i sprzedał Czermną zatrzymując Kudowę.
W czasach hitlerowskiego reżimu wikariuszem parafialnym w Czermnej był błogosławiony ks. Gerhard Hirschfelder, wychowujący młodzież w duchu chrześcijańskim i z powodu swoich antynazistowskich poglądów, obrony zasad wiary był prześladowany przez miejscowych nazistów, inwigilowany i wielokrotnie przesłuchiwany przez gestapo. Ostatecznie został aresztowany i osadzony w obozie koncentracyjnym w Dachau, gdzie zmarł 1 sierpnia 1942 r. Urna z jego prochami spoczywa na cmentarzu w Czermnej.
W 1999 r. w pobliżu sanatorium „Marzanka” (obecnie „Dworek Rycerski”) wybudowano Pomnik Trzech Kultur upamiętniający wspólną historię czeskich, niemieckich i polskich mieszkańców tych ziem.

## Zabytki i atrakcje turystyczne
- Kościół parafii pw. św. Bartłomieja, mający swe początki w XIV w. Zniszczony podczas wojen husyckich, odbudowany w XVI w. Obecny wystrój barokowy otrzymał w 1783 roku[4]. Kilkukrotnie restaurowany. Ołtarze boczne oraz ambonę wykonał rzeźbiarz Alois Schmidt z Lądka-Zdroju w 1930 r.
- Wolnostojąca dzwonnica, zbudowana w 1603 r. jako baszta o przeznaczeniu wojskowym[4].
- Pomiędzy kościołem a dzwonnicą znajduje się Kaplica Czaszek. Jedyne w Polsce ossuarium zbudowane zostało w latach 1776–1804 przez księdza Wacława Tomaszka (wspomaganego przez Leopolda Lesliego)[4]. Ściany i sufit kaplicy pokrywa ok. 3 tys. czaszek i kości ludzkich. Dalsze 20–30 tys. szczątków leży w krypcie pod kaplicą[4]. Są to pozostałości ofiar wojen śląskich z lat 1740–1742 i 1744–1745 oraz chorób zakaźnych (epidemii cholery) z XVIII w[4]. Przed wejściem stoi pomnik z trójjęzycznym napisem po niemiecku, czesku i polsku: „Ofiarom wojen ku upamiętnieniu, a żywym ku przestrodze 1914”.
- W górnej części Czermnej (ul. Kościuszki 101) udostępniona jest do zwiedzania ruchoma szopka przedstawiająca miasto Betlejem[4]. W niewielkiej chatce oglądać można ok. 250 ręcznie struganych lipowych ruchomych figurek wykonanych w latach 1896–1924 przez Franza Stephana (1881-1953)[4]. Przedstawiają one sceny z życia pasterzy i mieszczan, ich zwierzęta, domy i zajęcia. Początkowo poruszana była ręcznie, od 1927 jest to napęd elektryczny[5]. Można zagrać na zabytkowych organach (także zbudowanych przez Franza Stephana w latach 1930–1938). Wyposażone są w 270 piszczałek i obejmują 10 rejestrów[4].
- Pomnik Trzech Kultur, zbudowany w postaci trzech kolumn podtrzymujących łuk tęczy i upamiętniający wspólną historię czeskich, niemieckich i polskich mieszkańców tych ziem[4].
- Na południowym zboczu Bluszczowej zlokalizowano startowisko paralotniowe[6][7].

## Znane postaci
- Błogosławiony ks. Gerhard Hirschfelder w latach 1932–1939 był wikarym w Czermnej. Zmarł w obozie koncentracyjnym w Dachau.

## Szlaki turystyczne
Kudowa-Zdrój – Góra Parkowa – Czermna – Pstrążna – Bukowina Kłodzka – Błędne Skały – Pasterka – Karłów